# Polyrhachis taylori
Polyrhachis taylori är en myrart som beskrevs av Kohout 1988. Polyrhachis taylori ingår i släktet Polyrhachis och familjen myror. Inga underarter finns listade i Catalogue of Life.

## Bildgalleri

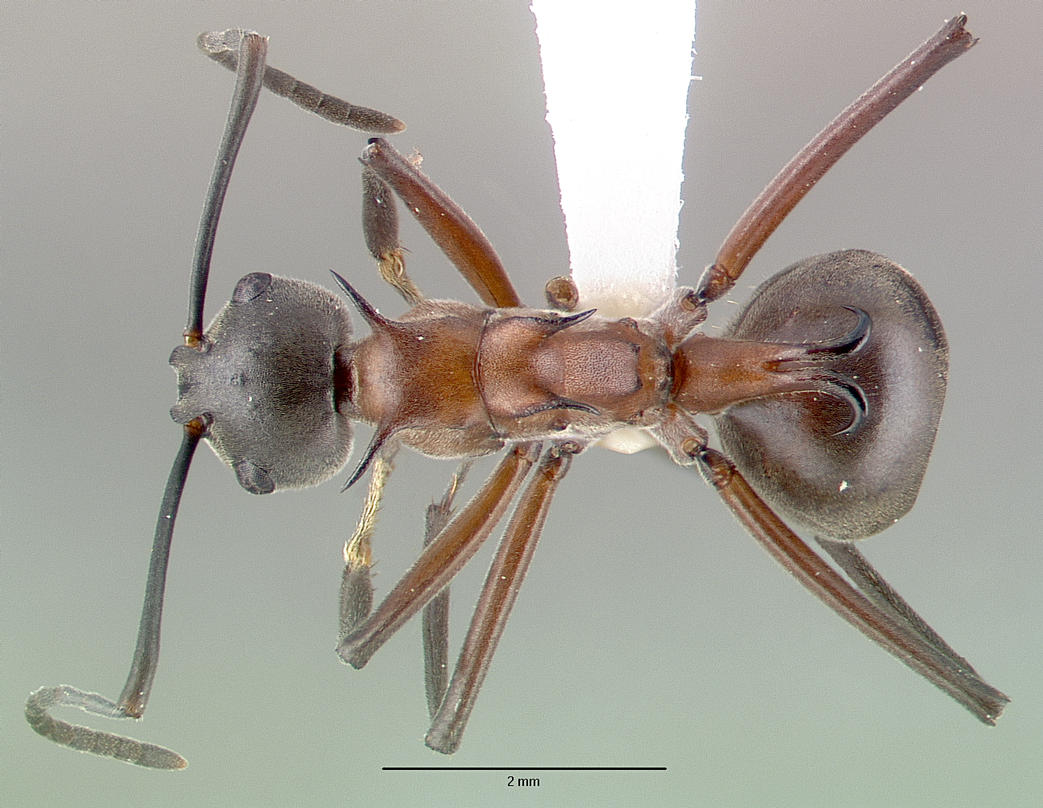
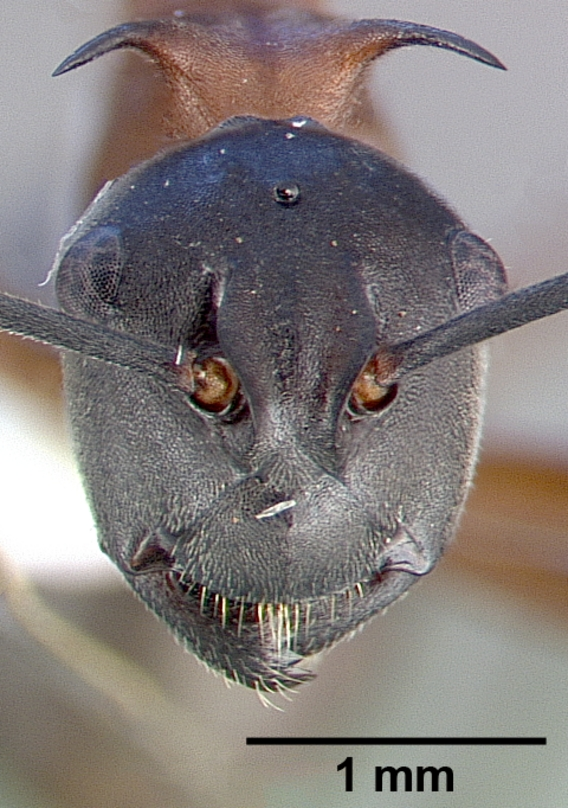
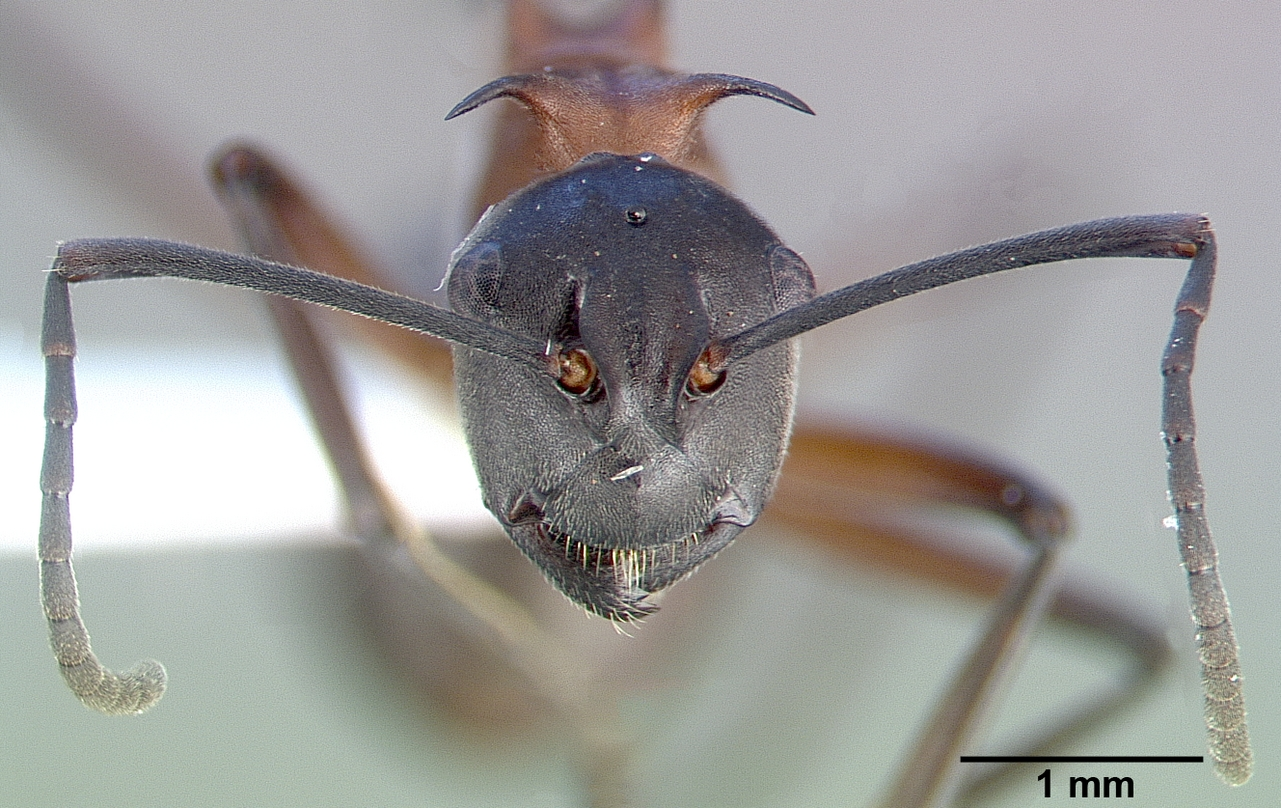
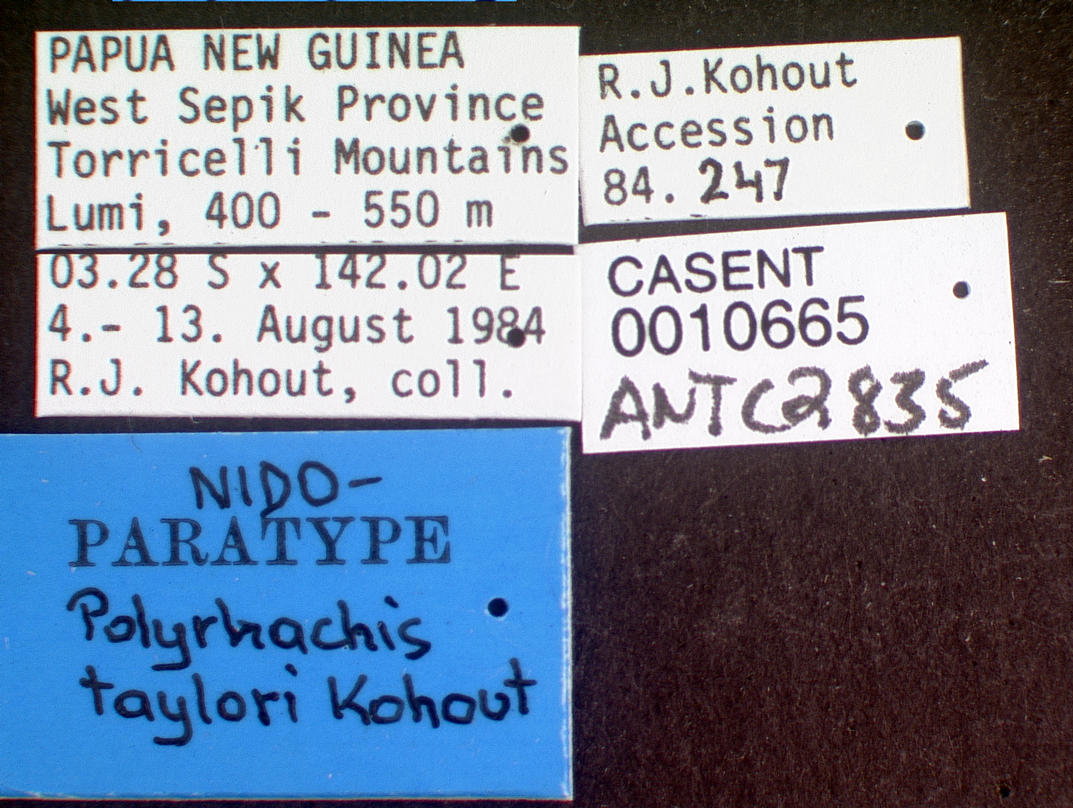
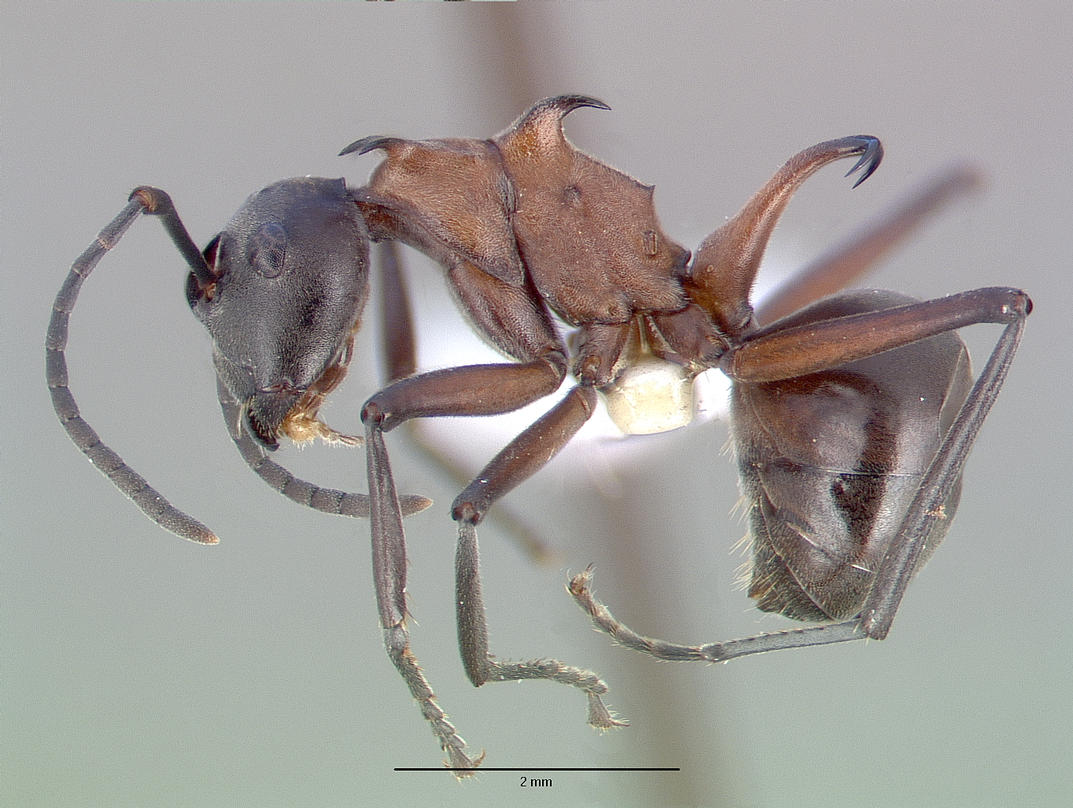